# المخيم المركزي الأوروبي

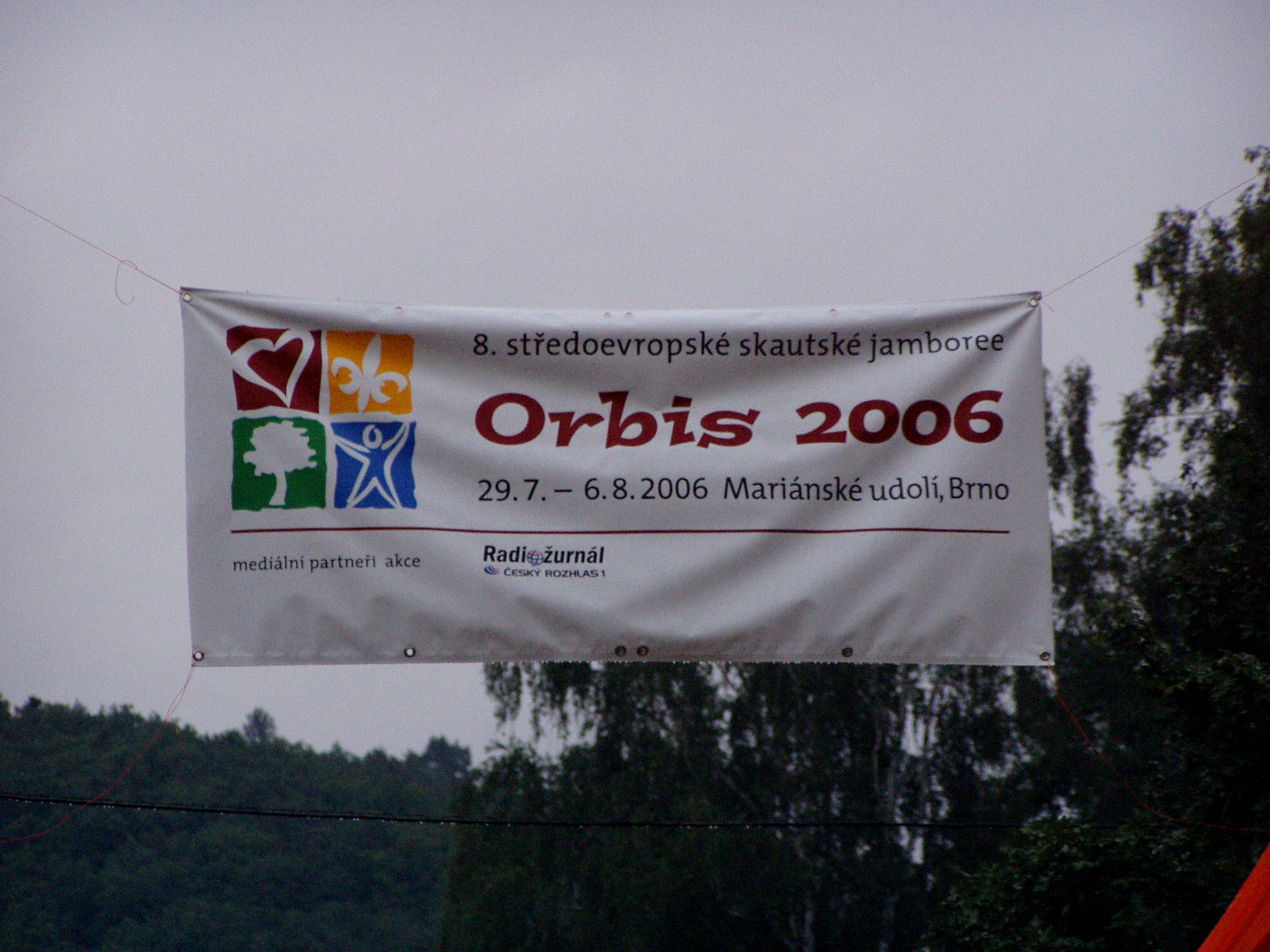
المخيم المركزي الأوروبي الثامن عام 2006 (شعار).

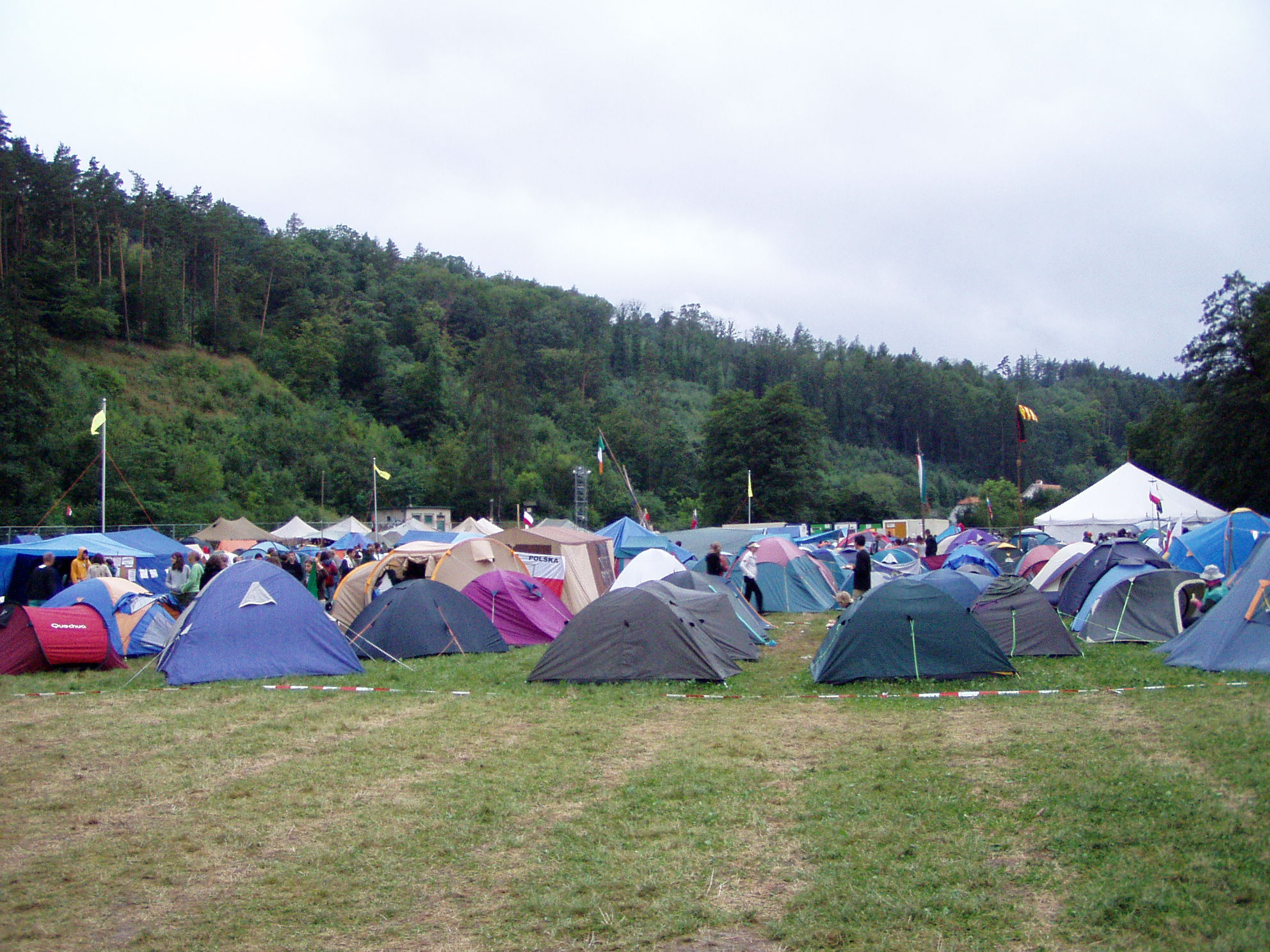
المخيم المركزي الأوروبي الثامن عام 2006 (مخيم).

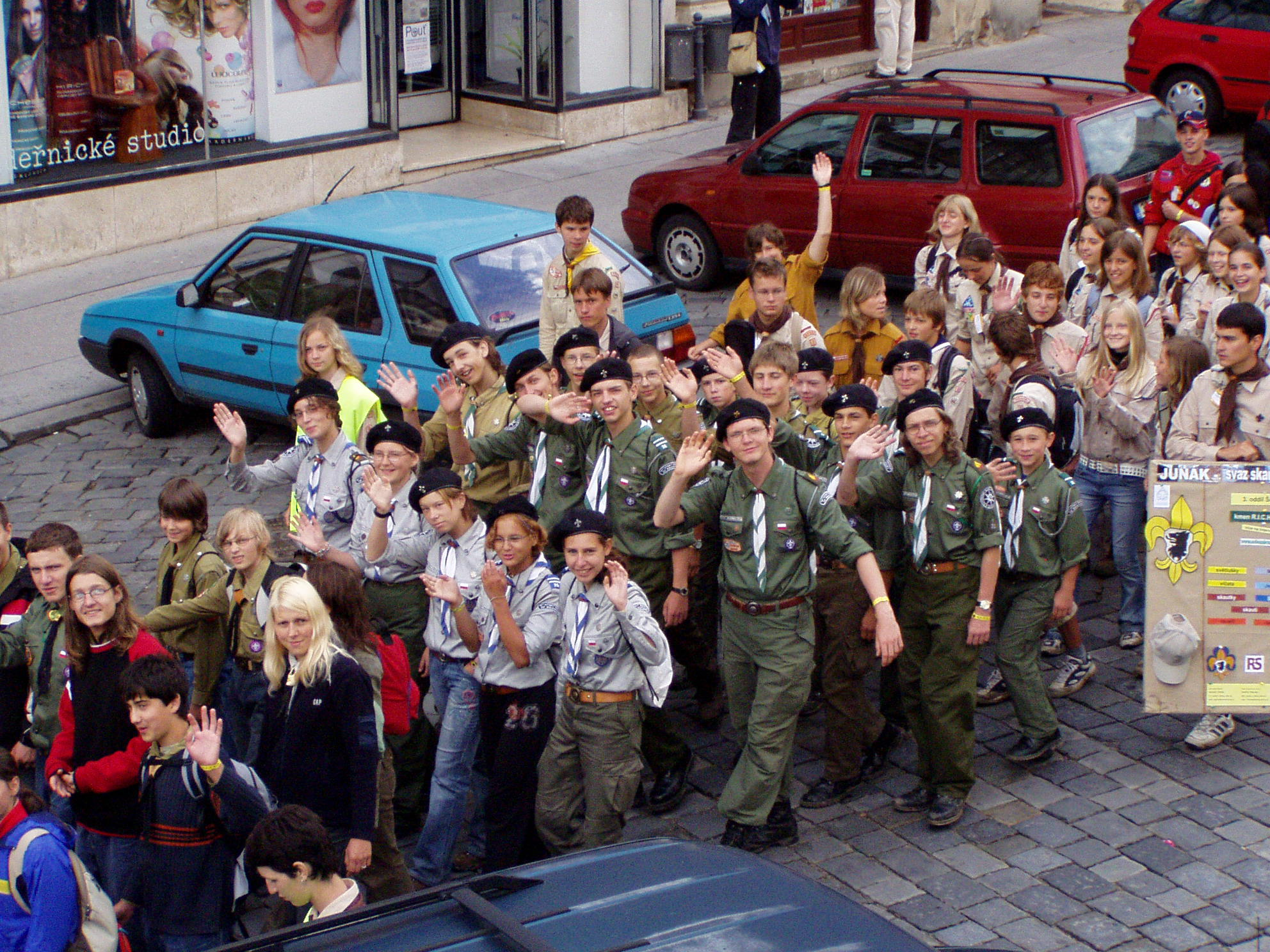
المخيم المركزي الأوروبي الثامن عام 2006 - (سوارزديز - بولندا).

المخيم المركزي الأوروبي هو المهرجان كشفي للكشافة لدول أوروبا الوسطى.

## التاريخ
في عام 1931 أقيم مخيم في العاصمة التشيكية براغ بعنوان المعسكر الكشفي السلافي وشاركت فيه الكشافة من جميع أنحاء أوروبا. بعد أربع سنوات أي في عام 1935، تم تنظيم المخيم المركزي الأوروبي في بولندا. بعد فترة انقطاع طويلة من العمر حوالي 50 عاما، جاءت كشافة التشيك مع فكرة لتنشيط هذه الاجتماعات.

## قائمة مخيمات المركزي الأوروبي
1. تشيكوسلوفاكيا - مخيم السلافية الكشافي - براغ 1931
2. بولندا - مخيم يوبيل جمعية كشافة ومرشدات بولندا - 1935
3. التشيك - براغ 1997
4. سلوفاكيا - جارنوفيتسا 1998
5. بولندا - سانوك 1999
6. هنغاريا - الشعار : أقرب إلى بعضها البعض 2001
7. سلوفاكيا - تاترانسكا لومنيتسا , الشعار الوصول للقمه 2004
8. التشيك - برنو , الشعار : ثقافات متعددة - عالم واحد 2006
9. بولندا - كورزو , الشعار: اكتشاف العالم الجديد 2008
10. هنغاريا - بودابست , الشعار: قلوب كثيرة، واحد أفضل 2010
11. سلوفاكيا - الشعار: عناصر الخبرة 2012
12. التشيك - دوسكي , الشعار: مستعد من أجل المستقبل 2014
13. بولندا - فروتسواف (يتم التخطيط له) 2016

## فهرس
- تاريخ المخيم الأوروبي المركزي عام 2014.